# Tombe des Biges

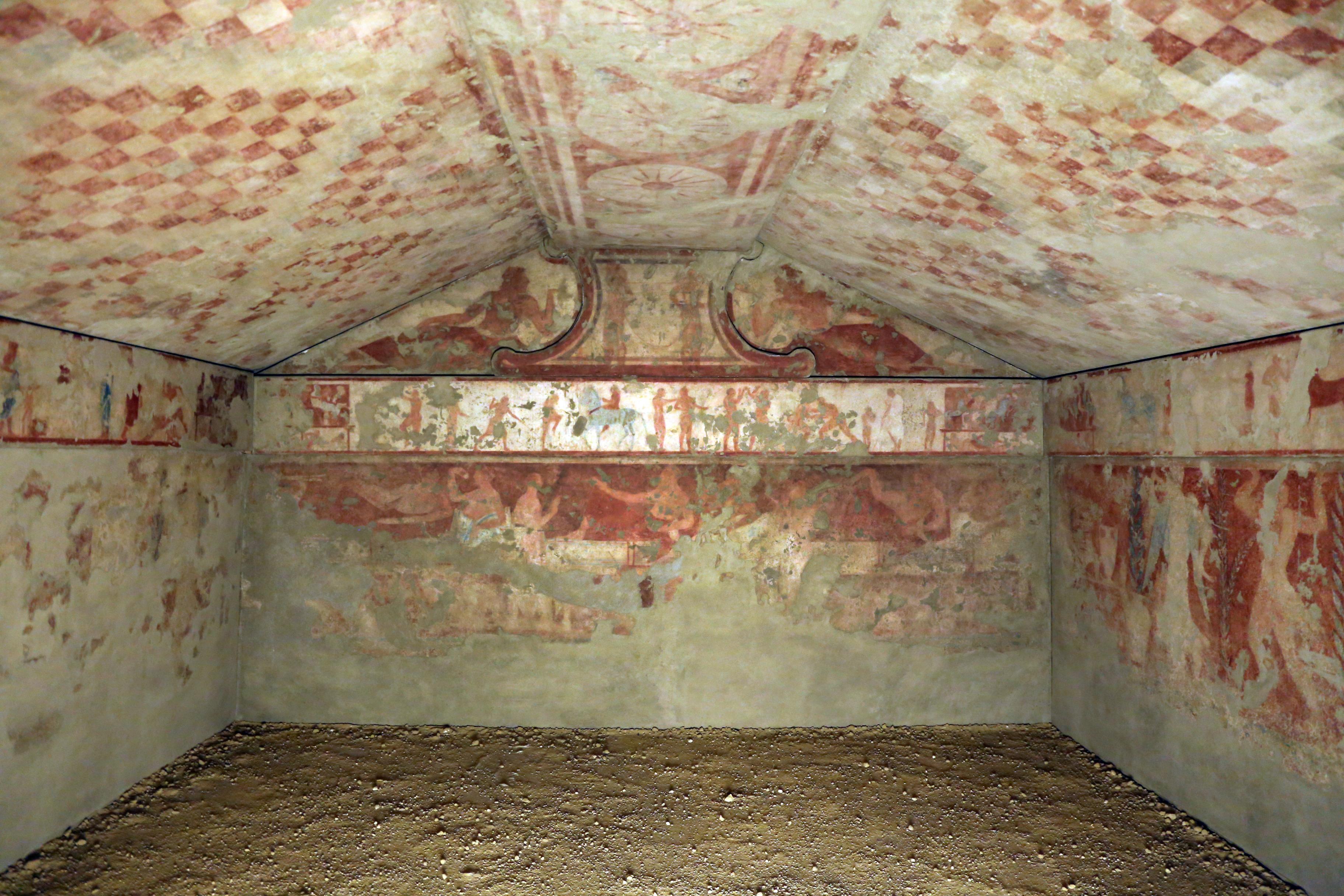
Tombe des Biges, dans le musée archéologique national de Tarquinia.

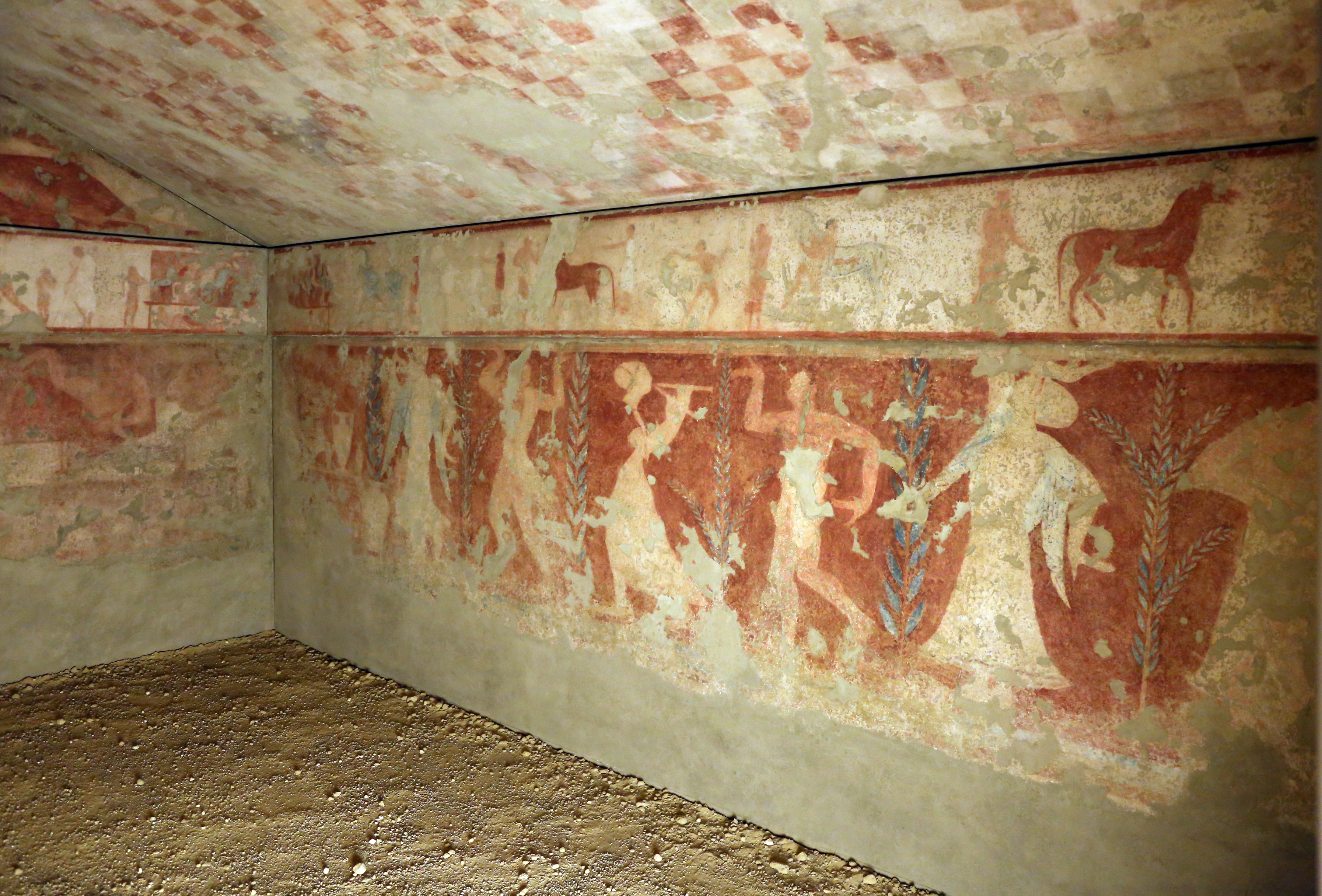
Tombe des Biges

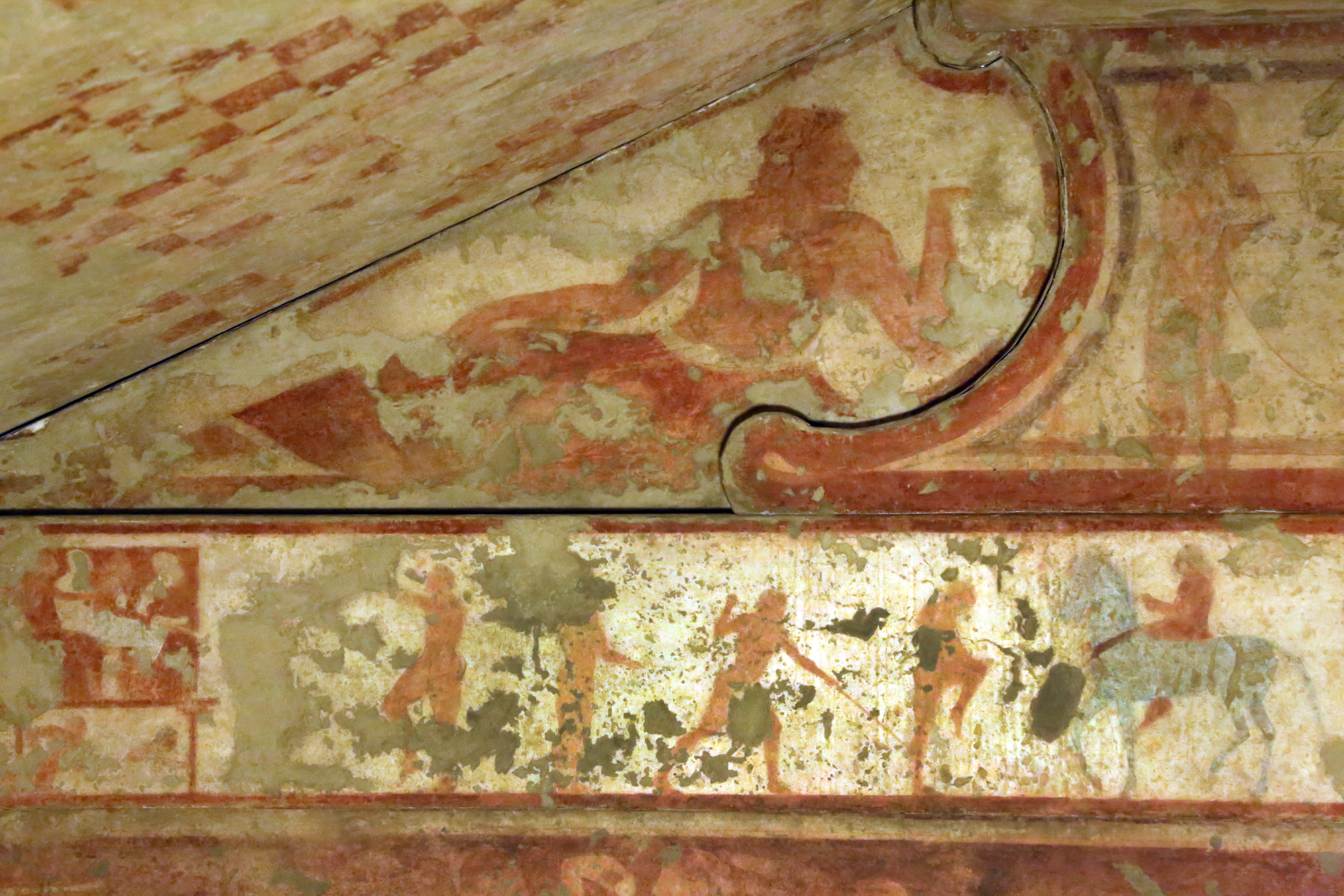
Tombe des Biges

La tombe des Biges (en italien Tomba delle Bighe) ou tombe Stackelberg, est l'une des tombes étrusques peintes de la nécropole de Monterozzi, dont les fresques ont été détachées puis transférées dans une reconstitution de la tombe au musée archéologique national de Tarquinia. 

## Description
Découverte en  1827 par l'archéologue  Otto Magnus von Stackelberg (qui lui donne son premier nom) sur le site des nécropoles de Monterozzi, cette tombe a camera du Ve siècle av. J.-C., de  4,80 × 4,50 × 2,60 m (h), est dénommée ensuite  par la présence de course de chars à deux chevaux (les biges), sur les fresques. D'autres scènes traditionnelles du banquet et de spectateurs des épreuves sportives rituelles sont également présentes : tribunes, jeux érotiques de jeunes gens sur l'herbe...
Ces fresques gravement endommagées ont été détachées et transférées en 1949 dans une salle du musée de Tarquinia pour les préserver.